# الخلايا الفاتكة المحفزة بواسطة السيتوكينات
الخلايا الفاتكة المحفزة بواسطة السيتوكينات (CIK) هي مجموعة من الخلايا المناعية التي تتميز بنمط ظاهري يشبه الخلية T- والفاتكة الطبيعية (NK). تنشأ هذه الخلايا عن طريق الحضانة خارج الجسم الحي للخلايا أحادية النواة في الدم البشري المحيطي (PBMC) أو خلايا الدم أحادية النواة في الدم مع الإنترفيرون جاما (IFN-γ)، والأجسام المضادة لـ CD3، والإنترلوكين البشري المؤتلف IL -1 والإنترلوكين البشري المؤتلف IL -2.
عادة، تكتشف الخلايا المناعية مركب التوافق النسيجي الرئيسي (MHC) الموجود على أسطح الخلايا المصابة، ما يؤدي إلى إطلاق السيتوكينات، الأمر الذي يتسبب في التحلل أو موت الخلايا المبرمج. ومع ذلك، فإن الخلايا الفاتكة المحفزة بواسطة السيتوكينات تمتلك القدرة على التعرف على الخلايا المصابة أو حتى الخبيثة حتى مع غياب الأجسام المضادة ومركب التوافق النسيجي الرئيسي، ما يسمح برد فعل مناعي سريع وغير متحيز. يمتلك أهمية خاصة لأن الخلايا الضارة التي تفتقد لواسمات معقد التوافق النسيجي الكبير لا يمكن تتبعها ومهاجمتها من قبل الخلايا المناعية الأخرى، مثل الخلايا اللمفاوية التائية. كميزة خاصة، تمتلك الخلايا الفاتكة المحفزة بواسطة السيتوكينات  CD3 + CD56 +  المتمايزة بشكل تام القدرة على السمية الخلوية المقيدة بمركب التوافق النسيجي المحدود وغير المحدود. هذه الخصائص، من بين أمور أخرى، جعلت الخلايا الفاتكة المحفزة بواسطة السيتوكينات جذابة كعلاج محتمل للسرطان والالتهابات الفيروسية.
أنشئت فئة فرعية جديدة من الخلايا الفاتكة الطبيعية في المختبر وفي الجسم الحي. يُشار إلى هذه الخلايا الفاتكة الطبيعية بالخلايا الفاتكة الطبيعية ذات الذاكرة الشبيهة بالسيتوكينات، وغالبًا ما تكون مزيجًا من IL-12 وIL-15 وIL-18. تنشط هذه الخلايا الفاتكة الطبيعية بواسطة هذه السيتوكينات لتحفيز العدوى وتحفيز الاستجابة المناعية التكيفية. إذا زرعت الخلايا المستهدفة مثل أهداف الورم، فإن هذه الخلايا الفاتكة الطبيعية تتمتع بقدرات ذاكرة مشابهة وتكون أكثر قابلية للتكيف وفعالية في الدفاع.

## التسمية
أطلق اسم الخلايا الفاتكة المحفزة بواسطة السيتوكينات لأن زراعتها مع بعض السيتوكينات ضروري للنضج إلى الخلايا الفاتكة المحفزة بواسطة السيتوكينات المتمايزة بشكل نهائي. العديد من المصادر تسميها أيضًا الخلايا التائية الفاتكة الطبيعية بسبب علاقتها الوثيقة بالخلايا الفاتكة الطبيعية. يقترح آخرون تصنيف الخلايا الفاتكة المحفزة بواسطة السيتوكينات كمجموعة فرعية من خلايا NKT.